# 蔬菜湯

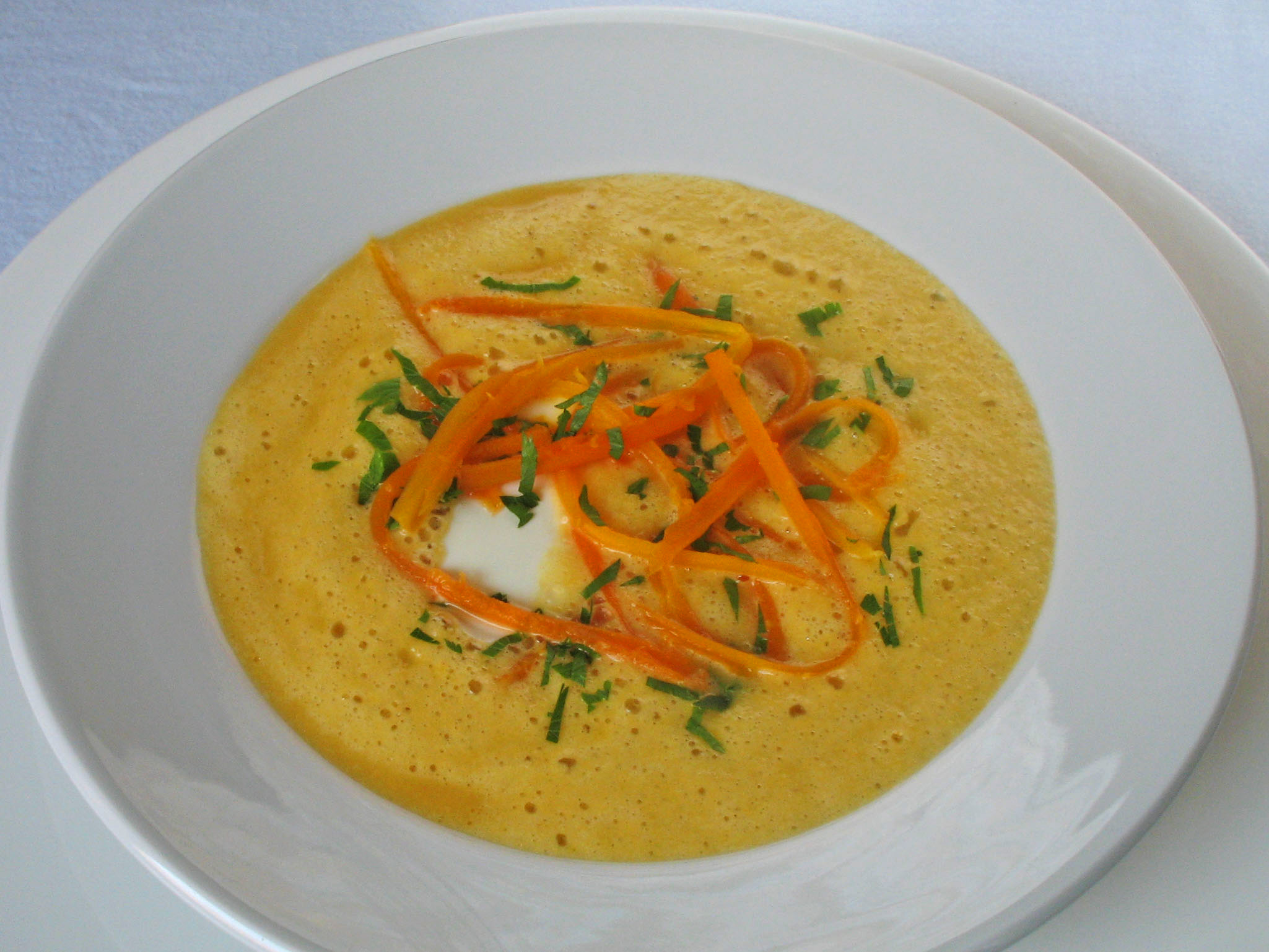
蔬菜湯

蔬菜湯是主要以蔬菜和葉菜為成分製成的汤。它最早可追溯到古代史，並且是現代大量生產的食品。

## 概述
蔬菜湯主要以蔬菜和葉菜為原料，也能使用一些水果，比如番茄属、南瓜屬種類的水果，蔬菜湯也能夠製作成高湯或奶油湯。